# یاگ کارگو
یاگ کارگو (انگلیسی: IAG Cargo) شرکت هواپیمایی بریتانیایی است، که در سال ۲۰۱۱ تأسیس شد.